# Lauren Jortberg
Lauren Jortberg (* 28. September 1997 in Boulder) ist eine US-amerikanische Skilangläuferin.

## Werdegang
Jortberg startete im November 2014 in West Yellowstone erstmals bei der US Super Tour, wobei sie den 23. Platz im Sprint errang. Bei den Junioren-Skiweltmeisterschaften 2017 in Soldier Hollow belegte sie den 37. Platz im Skiathlon sowie den 20. Rang im Sprint und bei den U23-Weltmeisterschaften 2018 in Goms den 34. Platz über 10 km klassisch, den 29. Rang im Skiathlon sowie den 22. Platz im Sprint. In der Saison 2021/22 erreichte sie im Sprint mit zweiten Plätzen in Hayward und Craftsbury ihre ersten Podestplatzierungen bei der US Super Tour und nahm in Lahti erstmals am Skilanglauf-Weltcup teil, wobei sie den 45. Platz im Sprint errang. In der folgenden Saison kam sie mit Platz drei im Sprint in Houghton und Rang eins im Sprint in Minneapolis auf den neunten Platz in der Gesamtwertung der US Super Tour. Zudem errang sie im Weltcup neun Platzierungen in den Punkterängen. Ihr bestes Ergebnis dabei war der 29. Platz im Sprint in Livigno. Im folgenden Jahr lief sie in Canmore mit dem 19. Platz im Sprint erstmals im Weltcup unter die besten zwanzig.

## Siege bei Continental-Cup-Rennen
| Nr. | Datum            | Ort         | Disziplin       | Serie         |
| --- | ---------------- | ----------- | --------------- | ------------- |
| 1.  | 18. Februar 2023 | Minneapolis | Sprint Freistil | US Super Tour |